# Garlica Duchowna
Garlica Duchowna – wieś w Polsce położona w województwie małopolskim, w powiecie krakowskim, w gminie Zielonki.

## Położenie
Garlica Duchowna położona jest nad potokiem Garliczka (Naramka), lewym dopływem Białuchy. Według regionalizacji fizycznogeograficznej obszar ten leży na południowo-wschodnim krańcu Wyżyny Olkuskiej (341.32) należącej do makroregionu Wyżyna Krakowsko-Częstochowska (341.3), w podprowincji Wyżyna Śląsko-Krakowska (341). Obszar wsi w całości położony jest ponadto na terenie Parku Krajobrazowego Dolinki Krakowskie.
Pod względem administracyjnym wieś zlokalizowana jest w województwie małopolskim, w powiecie krakowskim, w centralnej części gminy Zielonki, około 9 km w linii prostej na północ od centrum Krakowa. Graniczy z następującymi jednostkami:
- miejscowością Garliczka (gmina Zielonki) oraz miejscowością Górna Wieś (gmina Michałowice) od północy,
- miejscowością Wola Zachariaszowska (gmina Zielonki) od wschodu,
- miejscowością Garlica Murowana (gmina Zielonki) od południa,
- miejscowością Trojanowice (gmina Zielonki) od zachodu.

Biorąc pod uwagę powierzchnię wynoszącą 98,89 ha Garlica Duchowna jest najmniejszą miejscowością gminy Zielonki, zajmującą 2,04% jej obszaru.
Najwyżej położony obszar wsi znajduje się na jej północno-wschodnim krańcu (w pobliżu ul. Królewskiej) na wysokości około 303 m n.p.m., najniższy na krańcu południowo-zachodnim, w korycie Garliczki, na wysokości około 239 m n.p.m.
W latach 1975–1998 miejscowość administracyjnie należała do województwa krakowskiego.

## Demografia
Na przestrzeni ostatnich dwudziestu lat liczba mieszkańców Garlicy Duchownej wzrosła o przeszło 20%, osiągając poziom ponad 250 osób w roku 2022.
Źródła danych oraz rodzaje (nazwy) i terminy spisów, jeśli dostępne:
- 1789[11][b] – Lustracja dymów i podanie ludności;
- 1808[12] – Spis wojskowy ludności Galicji;
- 1921[13] – Pierwszy Powszechny Spis Ludności – dane na 30. września;
- 1988[14] – Narodowy Spis Powszechny 1988 – dane na 6. grudnia;
- 2002[14] – Narodowy Spis Powszechny Ludności i Mieszkań 2002 – dane na 20. maja;
- 2003, 2004 i 2006[15] oraz 2009–2024[1] – dane własne Urzędu gminy Zielonki na 31. grudnia danego roku.